# Championnat d'Aruba de football 2021
Navigation
Édition précédente Édition suivante
La saison 2021 du championnat d'Aruba de football est la trente-cinquième édition de la Division di Honor, le championnat de première division à Aruba. Les huit meilleures équipes de l'île sont regroupées au sein d’une poule unique où elles s’affrontent au cours d'une phase de championnat avant une phase finale avec demi-finales puis finale afin de déterminer le champion d'Aruba.
Le championnat est censé débuter en novembre 2020 mais la pandémie de Covid-19 retarde le lancement de cette édition qui est finalement écourtée, se déroulant de mai à juillet 2021 avec huit équipes seulement. Pour une raison inconnue, l'édition 2021 n'est pas reconnue et n'a donc pas de valeur officielle, le SV Brazil Juniors et le SV United Aruba ne participent d'ailleurs pas au championnat cette année.
Le SV Racing Club Aruba remet son titre acquis en 2019-2020 en jeu. C'est le SV Deportivo Nacional qui remporte la finale face au SV La Fama.

## Les équipes participantes
| \| Oranjestad : Dakota RC Aruba Oranjestad Nacional Bubali Caravel Britannia La Fama Estrella \| Localisation des équipes engagées. |
| Oranjestad : Dakota RC Aruba Oranjestad Nacional Bubali Caravel Britannia La Fama Estrella                                          |

| Club                     | Classement 2019-2020 avant arrêt | Ville       | Stade                            |
| ------------------------ | -------------------------------- | ----------- | -------------------------------- |
| SV Racing Club Aruba     | 1er                              | Oranjestad  | Stade Trinidad                   |
| SV Dakota                | 2e                               | Oranjestad  | Stade Trinidad                   |
| SV Deportivo Nacional    | 3e                               | Noord       | Veld Sports Complex              |
| SV Bubali                | 4e                               | Noord       | Veld Sports Complex              |
| SV Estrella              | 5e                               | Papilon     | Stade Trinidad                   |
| SV Independiente Caravel | 6e                               | Angochi     |                                  |
| SV Britannia             | 8e                               | Piedra Plat | Piedra Plat Entertainment Center |
| SV La Fama               | 9e                               | Savaneta    | Savaneta Turf Field              |

## Compétition
Le barème utilisé pour établir le classement est le suivant :
- Victoire : 3 points
- Match nul : 1 point
- Défaite : 0 point

### Saison régulière
| Rang | Équipe                   | Pts | J | G | N | P | Bp | Bc | Diff |
| ---- | ------------------------ | --- | - | - | - | - | -- | -- | ---- |
| 1    | SV Racing Club Aruba T C | 17  | 7 | 5 | 2 | 0 | 15 | 3  | +12  |
| 2    | SV Dakota                | 12  | 7 | 3 | 3 | 1 | 15 | 10 | +5   |
| 3    | SV La Fama               | 12  | 7 | 3 | 3 | 1 | 11 | 8  | +3   |
| 4    | SV Deportivo Nacional    | 11  | 7 | 3 | 2 | 2 | 12 | 6  | +6   |
| 5    | SV Britannia             | 8   | 7 | 2 | 2 | 3 | 12 | 11 | +1   |
| 6    | SV Estrella              | 8   | 7 | 2 | 2 | 3 | 12 | 19 | -7   |
| 7    | SV Independiente Caravel | 4   | 7 | 1 | 1 | 5 | 8  | 17 | -9   |
| 8    | SV Bubali                | 3   | 7 | 0 | 3 | 4 | 7  | 18 | -11  |

|  | Qualification pour les demi-finales                   |
|  | T : Tenant du titre C : Vainqueur de la Coupe d'Aruba |

### Phase finale
|  | Demi-finales            | Demi-finales            | Demi-finales            | Demi-finales            |              |              | Finale | Finale | Finale | Finale |
|  |                         |                         |                         |                         |              |              |        |        |        |        |
|  |                         |                         |                         |                         |              |              |        |        |        |        |
|  | 1 SV Racing Club Aruba  | 1 SV Racing Club Aruba  | 1                       | 1                       |              |              |        |        |        |        |
|  | 1 SV Racing Club Aruba  | 1 SV Racing Club Aruba  | 1                       | 1                       |              |              |        |        |        |        |
|  | 3 SV La Fama            | 3 SV La Fama            | 2                       | 2                       |              |              |        |        |        |        |
|  | 3 SV La Fama            | 3 SV La Fama            | 2                       | 2                       | 3 SV La Fama | 3 SV La Fama | 0      | 0      |        |        |
|  |                         |                         |                         |                         | 3 SV La Fama | 3 SV La Fama | 0      | 0      |        |        |
|  |                         |                         | 4 SV Deportivo Nacional | 4 SV Deportivo Nacional | 2            | 2            |        |        |        |        |
|  | 2 SV Dakota             | 2 SV Dakota             | 4 SV Deportivo Nacional | 4 SV Deportivo Nacional | 2            | 2            | 0      | 0      |        |        |
|  | 2 SV Dakota             | 2 SV Dakota             |                         |                         |              |              |        | 0      |        |        |
|  | 4 SV Deportivo Nacional | 4 SV Deportivo Nacional | 1                       | 1                       |              |              |        |        |        |        |
|  | 4 SV Deportivo Nacional | 4 SV Deportivo Nacional | 1                       | 1                       |              |              |        |        |        |        |

## Bilan de la saison
| Championnat d'Aruba de football 2021 |                                      |
| Champion                             | SV Deportivo Nacional (non officiel) |
| Coupes et trophées                   |                                      |
| Vainqueur de la Coupe d'Aruba 2021   | SV Racing Club Aruba (non officiel)  |
| Qualifications continentales         |                                      |
| Caribbean Club Shield 2022           | SV Deportivo Nacional                |
| Promotions et relégations            |                                      |
| Promus en Division di Honor          | Pas de promotion                     |
| Relégués en Division Uno             | Pas de relégation                    |